# 前蜀

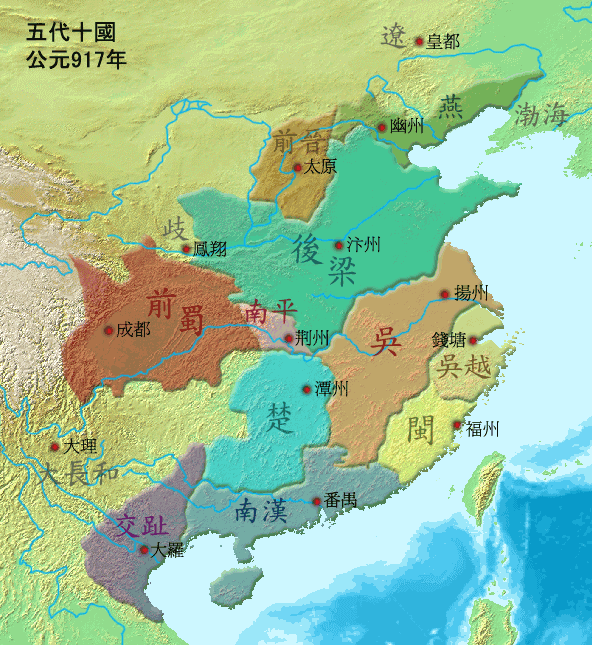
五代十国（917年）之前蜀版圖

前蜀（907年－925年），是中国五代十国时期由王建建立的政权，十国之一。前蜀疆域辽阔，东控荆襄，南通南诏，西达维州（今四川理县），北过秦州（今甘肃天水），占领了今天四川、湖北、陕西以及甘肃大部，重庆、贵州以及云南部分地区，方圆数千里。
前蜀是唐朝的“蜀王”、西川节度使王建在成都建立的，早在891年，王建就已经统治全川。903年，唐昭宗封王建为蜀王。唐哀帝天祐四年（907年），王建不服后梁统治，建国号“蜀”，史称“前蜀”，定都成都。917年，行刘备在成都称汉故事，改国号为汉，次年又恢复国号蜀。
王氏父子统治蜀地共34年。前蜀初年，王建励精图治，开拓疆土，兴修水利，注重农桑，实行“与民休息”的政策。在没有战争的情况下，在拥有沃地千里、丰饶五谷的成都平原的情况下，前蜀的经济、文化、军事大大的发展，成为了当时的一个强国。可是王建死后，继承人王衍却奢侈无度，残暴昏庸。925年后唐趁机伐蜀，蜀军溃败，成都沦陷，前蜀灭亡。
今日成都前蜀永陵（王建墓）規模頗可觀。

## 历史

### 建立
前蜀为舞阳人王建所建。王建是盐枭出生，后来投军，在攻打黄巢的时候逐渐掌握了蜀地，后被唐廷封为蜀王。唐朝灭朱温篡权之后，他依旧使用唐昭宗的天复年号，因为他认为唐朝的天祐年号是朱温非法所设。在朱温建立后梁之后，他联合晋王李克用、岐王李茂贞、吴王杨渥准备讨梁，准备光复大唐，但是并未成功。其实朱温称帝的时候，王建写信给李克用，想让他和自己南北一同称帝，说唐室后人如果能够重整山河，再重新归附，但被李克用言辞拒绝。王建见李克用拒绝，踌躇了几个月，前蜀武成元年（公元907年），王建在蜀地自立为帝。他任用王宗佶为宰相，唐道袭为枢密使，立王宗懿为太子。
王建义子王宗佶和太子王宗懿素来不和，后来唐道袭进谗导致王宗佶被王建杀死，太子从此就愈发地得意忘形，常常羞辱大臣，对唐道袭也不例外。唐道袭心中不快，找机会和王建不断进谗说太子要谋反，王建也从不相信到渐渐相信了，于是让唐道袭带兵护卫，以防不测，太子以为唐道袭带兵是前来捉拿他的，就带兵和唐道袭打了起来，唐道袭中流箭而死，王建知道后以为太子真要谋反，就派兵击杀了太子王宗懿。占据荆南的高季昌想扩大地盘，听闻蜀国内部生变，亲自带领着战船攻打蜀国的夔州，高季昌让军士乘风烧毁浮桥，以便大船通行，蜀国猛将张猛用手拉住浮桥铁索，挡住了大船。突然间，风向改变，火势朝着高季昌这边烧来，荆南兵大多被烧死和落水淹死，损失惨重，高季昌弃大船乘小船逃跑。
王建一生征战，六十岁时才当上皇帝，他在暮年选立太子便成为一件极重要的大事。长子王宗仁，幼年患病成为废人，无法成为太子的人选。次子王宗懿被立为太子，却在宫廷斗争中被杀。王建之后又打算立雅王王宗辂或者信王王宗杰，可二人各有长处，难以确定继立哪一个。而王建的妃子徐氏因美貌，深受王建的宠爱，她便趁此力荐自己的儿子王宗衍做皇太子。由于她深交朝臣官宦，在政治上广有人脉，便联合众人向王建上表，称王宗衍“才器英武，实堪社稷之托”。在宫内外的合力煽惑下，王建遂正式册立王宗衍为太子。
王建虽然立了太子，总是不放心，有一次他见王宗衍与诸王斗鸡、击球，遂自叹说：“我百战而立此基业，此辈难道能守之乎！”他见信王王宗杰颇有才干，又有改立太子的意向，然而信王却突然死了，他颇疑是徐妃下毒致死的，但又不愿深究。王建在弥留之际，诏入镇守北方的义子王宗弼和宰相张格嘱托道：“如果太子确实不堪当皇帝，就置于别宫，另行选立贤者，而不要害其性命。”前蜀光天二年六月，王建去世，下葬永陵。王建在位12年，在位时期，励精图治，注重农桑，兴修水利，扩张疆土，实行“与民休息”的政策，蜀中大治。

### 灭亡
前蜀继承人王宗衍，后改名王衍，是个荒淫无道的昏君。王衍在南北到处游玩，纵欲无度，整天和美女宠臣一起纵欲享乐，完全不问政事，还大兴土木，前后修建宫殿十余座，装饰地金碧辉煌，奢侈至极。他还让宫中的侍女穿着女道士的服装，参加他的酒会。常常大醉不知早晚，后来觉得不尽兴，还让近臣参与其中，和宫中妇女并排而坐，饮酒作乐，到了得意忘形之际，不顾男女都脱衣摘帽，任意纵欲。
唐主李存勖派遣李严去蜀国打探虚实，李严回来之后报告了王衍荒淫无度，朝政混乱，百姓怨声载道的的事实，他对李存勖说如果大军一到，蜀地必然望风而降，于是李存勖打算发兵攻打蜀国。只是契丹犯边，才暂缓了伐蜀之事。等李存勖击退了契丹之后，前蜀咸康元年（公元925年），李存勖起兵伐蜀，任李继岌为主帅，郭崇韬为副帅，全权负责军事。任圜、康延孝、张筠、董璋等人为将，李严为安抚使随军出征。李从曮转运粮草，高季兴东侧接应。九月十日，六万大军东侧进发。郭崇韬从洛阳出发，倍道而行，经凤翔出大散关，进入了蜀国境内。康延孝为前锋，所到之处，守军无不望风而降，很快就收服了威武城。
而王衍却还在醉生梦死之中。 他以为之前向李存勖祝贺，双方互遣使节交好，就等同于两国修好，两国就能友好休战，自己就可以安然无虞，于是撤掉边防，高枕无忧，安享太平。王衍非常宠幸小人，有个叫王承休的宦官说秦州盛产美女，还把秦州的美女和美景绘制成图像，呈送给在成都的王衍，他大为高兴，打算亲自到秦州去看一看。并且不顾百官和太后和劝谏，执意前往秦州。
后来王衍走到了汉州，接到了王承捷的来报，说唐军已经袭来。王衍不信，还扬言：“我带兵北巡，就是想炫耀武力，怕他做甚。”后来行走到梓潼，遇到了大风，把房屋都吹倒了。随行的官员说这是贪狼风，有大军覆灭的意思。王衍还没有醒悟，继续和近臣吟诗作乐。抵达利州城的时候，接到警报，说威武城的守军已经投降了唐将康延孝，王衍这才坚信王承捷的消息并非虚传。第二天，威武城的败军来到营前，说凤州、兴州、文州、扶州由节度使王承捷一并投降了唐军，王衍这才惊慌了起来。命令随驾的王宗勋等率领三万前去击敌。而康延孝凭借者一股锐气，蜀军长年不练，怎么经得住百战之师，顿时溃败。王宗勋抱头鼠窜，所带之军，被唐军斩杀了五千人，其余部将四散而逃。康延孝日夜兼程，向利州进发，蜀国国内大震，王衍听说前线大败，急忙返回成都。
蜀国武德留后宋光葆给郭崇韬写信，说：“只要唐军不进入我的辖地，则举兵投降，否则将背水决战。” 郭崇韬答应了，于是宋光葆带着梓州、绵州、剑州、龙州、普州等地投降了唐军。蜀国其他守将也纷纷来降，洋州和东川等地也纷纷地投降了唐军。秦州节度使安重霸和王承休打算密谋偷袭击唐军，安重霸却之后暗中带着成州投降了唐军。王宗弼听到了各地纷纷投降，也很惊慌，正好唐军遣使前来，带来的郭崇韬的书信，在信中陈述了利害，劝他投降，王宗弼已然心动了，无意再守城。这时候王宗弼遇到了王宗勋，给了他王衍要杀他的诏书。但是王宗弼没有杀他，而是和王宗勋秘密打算投降唐军，二人分头行动，王宗勋投降，王宗弼回到成都。
王宗弼回到了成都时，已经是王衍回到成都五六天之后了。王衍回到成都的时候，百官和后宫出城迎接，王衍来到了嫔妃之中，竟然还让宫女摆成了回鹘队形，拥簇着他回宫，完全不着急。王宗弼回到成都时，才让人加强城守。徐太后和王衍前来慰问他，王宗弼乘机劫持了他们，连同诸王一并幽禁在了西宫。然后他把国宝和内府财物收为私有，自称西川留后。接着听说唐军已经到了汉州，当即拨出金银犒劳唐军。
之后唐军的特使李严来到成都，王衍对他痛哭，李严对王衍说只要投降，就能保全家属。王衍草拟诏书，派人送到了唐军。李继岌和郭崇韬知道蜀主愿意投降，立马昼夜兼程来到了成都，李严和前蜀全体君臣都在城外迎接，蜀主王衍像刘禅那样自缚请降。郭崇韬亲自解开他的束缚，然后宣读大赦诏文，王衍率领百官向东北方向叩拜，前蜀灭亡，立国十九年。

## 官制
前蜀建國後，典章制度主要由宰相韋莊制定。韋莊熟習唐代制度，因此前蜀的政制充滿唐代遺風。前蜀宰相是同平章事，大多由中書侍郎門下侍郎兼領。唐代以中書令為宰相，地位崇高，前蜀的中書令則多以宗室兼任，並非專員。
前蜀樞密使亦是機要官職，自韋莊之後掌握朝廷大權。唐代內樞密使以宦官擔任，前蜀起初則以士人擔任，後來擔心將領不受控制，也起用宦官擔任樞密使，朝政漸壞。此外，大學士亦參與朝政。
宮廷中，內飛龍使一職掌握禁軍，往往干預朝政。地方上掌握兵權的，有節度使、團練使、觀察使等，屬下有判官和掌書記。地方官制中，州有刺史，下有參軍；縣有縣令，下有主簿，大體上和唐代相同。

## 君主

### 君主列表
| 肖像 | 庙号                  | 谥号                          | 名讳                              | 在世时间     | 在位时间     | 年号及使用时间 | 年号及使用时间 | 陵寝 |
| ---- | --------------------- | ----------------------------- | --------------------------------- | ------------ | ------------ | -------------- | -------------- | ---- |
|      | 圣祖 （后主王衍追尊） | 至道玉宸皇帝 （后主王衍追谥） | 姬晋 （又称王子乔）               | ？           | －           | －             | －             | －   |
|      | 高祖                  | 神武圣文孝德明惠皇帝          | 王建                              | 847年－918年 | 907年－918年 | 天復           | 907年          | 永陵 |
| 武成 | 高祖                  | 神武圣文孝德明惠皇帝          | 王建                              | 847年－918年 | 907年－918年 | 908年－910年   |                | 永陵 |
| 永平 | 高祖                  | 神武圣文孝德明惠皇帝          | 王建                              | 847年－918年 | 907年－918年 | 911年－915年   |                | 永陵 |
| 通正 | 高祖                  | 神武圣文孝德明惠皇帝          | 王建                              | 847年－918年 | 907年－918年 | 916年          |                | 永陵 |
| 天汉 | 高祖                  | 神武圣文孝德明惠皇帝          | 王建                              | 847年－918年 | 907年－918年 | 917年          |                | 永陵 |
| 光天 | 高祖                  | 神武圣文孝德明惠皇帝          | 王建                              | 847年－918年 | 907年－918年 | 918年          |                | 永陵 |
| －   | －                    | －                            | 王衍 （后唐明宗李嗣源追封顺正公） | 901年－926年 | 918年－925年 | 乾德           | 919年－924年   | －   |
| －   | －                    | －                            | 王衍 （后唐明宗李嗣源追封顺正公） | 901年－926年 | 918年－925年 | 咸康           | 925年          | －   |

### 君主世系图
| 1. 前蜀高祖 王建 847-907-918     |  |  |  |  |  |  |  |  |  |
|                                  |  |  |  |  |  |  |  |  |  |
| 2. 前蜀後主 王衍 899-918-925-926 |  |  |  |  |  |  |  |  |  |

## 延伸阅读
[在维基数据编辑]
 《新五代史·卷63》，出自歐陽修《新五代史》